# 柯夏卿
柯夏卿（1610年—1681年），字仲倩，號玉硯，浙江黃岩縣城橫街人，明末政治人物，進士出身。

## 生平
明崇禎六年（1633年）舉癸酉科浙江鄉試，崇禎十年（1637年）登丁丑科進士，禮部觀政，本年六月授刑部山西司主事，十一年改任兵部武库司主事，十二年调职方司，升武库司郎中，十三年升山东佥事、河间道。崇禎十四年（1641年）以母老辞官。
弘光元年（清順治二年，1645年）五月，清軍破南京。六月，柯夏卿與臨海陳函輝、東陽張國維、鄞縣張煌言等，在台州奉表請魯王朱以海監國，夏卿任僉都御史。次年，出使福建，與唐王朱聿鍵修好。為兵部尚書。兵敗後回鄉隱居，自號循庵，並種植忍冬蔓，以書屋名為忍冬軒。晚年以詩酒自娛。曾主持息林詩社，有「息林十二子」皆出於其門。康熙二十年（1681年）卒。

## 著作
著有《忍冬軒集》10卷、《娛老詹言》8卷、《涉古日鈔》、《自得軒格言》各1卷。

## 家族
曾祖柯振之，生员；祖父柯为辀；東昌府通判；父柯时遇，常德府同知。